# 甘尼夫卡 (塔魯季涅區)
46°24′40″N 29°20′17″E / 46.41111°N 29.33806°E

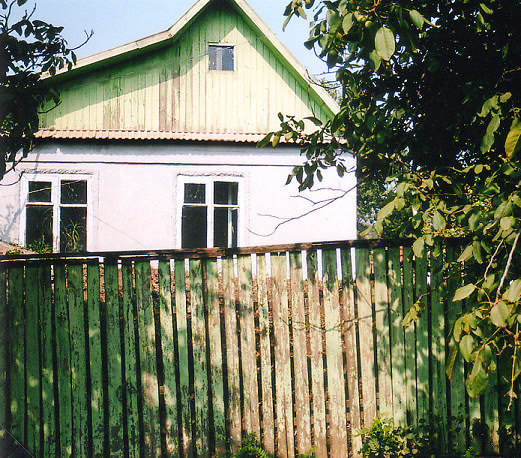

漢尼夫卡（烏克蘭語：Ганнівка）是位於烏克蘭西南部的村莊，由敖德萨州博爾赫拉德區博羅迪諾市鎮的漢尼夫卡村委會負責管轄。該村始建於1825年，面積2.34平方公里，海拔高度113米，2001年人口653，人口密度每平方公里279.06人。